# Lönnhäxkvast
Lönnhäxkvast (Taphrina acerina) är en svampart som tillhör divisionen sporsäcksvampar, och som beskrevs av A.G.Eliasson. Lönnhäxkvast ingår i släktet Taphrina, och familjen häxkvastsvampar. Arten är reproducerande i Sverige.